# ハインリヒ・ベッドフォード＝ストローム

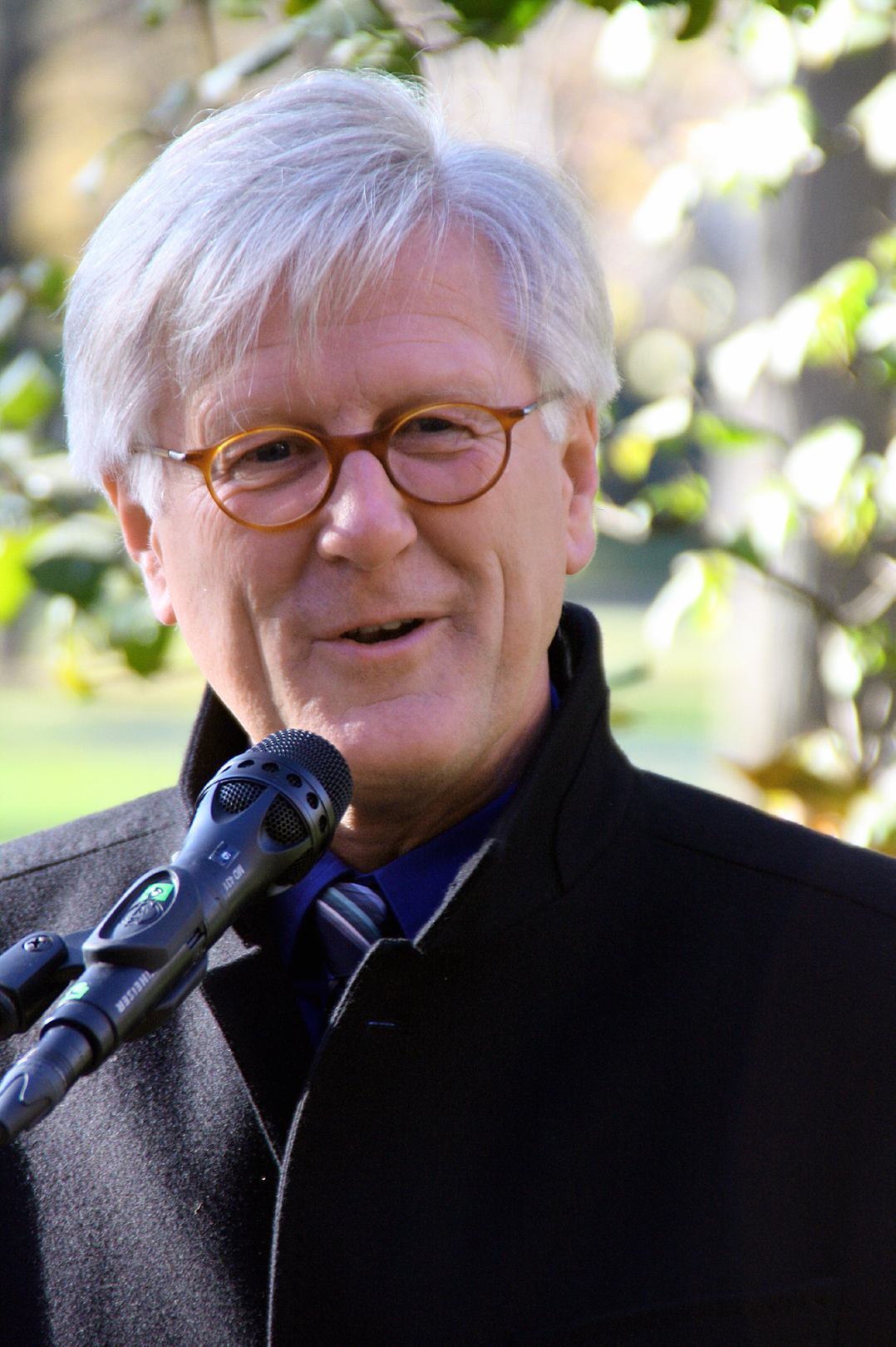
ハインリヒ・ベッドフォード＝ストローム（2011年11月）

ハインリヒ・ベッドフォード＝ストローム（ドイツ語: Heinrich Bedford-Strohm, 1960年3月30日 メミンゲン - ）は、ドイツのルター派神学者、組織神学者。2011年11月1日にバイエルン福音ルター派教会の監督に就任している。2014年11月11日にドイツ福音主義教会EKD常議員会議長に就任し、ドイツの福音主義教会を率いている。

## 経歴

### 家族、経歴
ベッドフォード＝ストロームは1960年、バイエルン州メミンゲンに生まれる。幼年時代はシュヴァーベン行政管区メミンゲン市の南西ブクサ地区とオーバーフランケン 地方のコーブルクの牧師館で育っている。彼の父アルベルト・ストロームは福音主義教会牧師で、バイエルン福音ルター派教会 パッサウ地区長を務めた。彼は神学的教養のある家族の下で成長すると同時に、福音ルター派の教会共同体生活による影響も受けてきた。兄であるクリストフ・シュトロームはハイデルベルク大学教会史教授である。ハインリヒ・ベッドフォード＝ストロームは1981年から1988年までエアランゲン, ハイデルベルク大学 , カリフォルニア大学バークレー校 等で福音主義神学を学ぶ。1989年から1992年までハイデルベルク大学ヴォルフガング・フーバーの指導の下で組織神学と社会倫理講座の助手を務める。1992年、ハイデルベルク大学で博士号を授与される。1992年から1994年までヘッデスハイムでバーデン福音主義州教会の牧師補の職に就く。

### 牧師職、研究経歴
牧師補としての働きを終えた後、ニューヨークにあるユニオン神学校からの社会倫理学客員教授という招聘を受けた。この研究職はボンヘッファー研究に関する交流プログラムに基づくものであった。ドイツ研究振興協会による費用援助を受けた上で、1998年、ハイデルベルク大学神学部において組織神学の教授資格（ハビリタツィオン）を得た。1997年から2004年までオーバーフランケン地方のコーブルクにあるモーリッツ教会の牧師を務める。とりわけ、聖モーリッツ教会共同体において牧会経験が社会倫理研究者になる動機づけになったと語っている。この時期1999年10月から2001年9月まで、彼はギーセン大学の組織神学と倫理学教授代理を務めた。この貢献に対して2001年11月、ギーセン大学での学術教育における優秀な業績を讃えるヴォルフガンク・ミッターマイアー賞を受賞した。2004年4月1日、彼はバンベルク大学からの組織神学、および現代神学担当教授としての招聘に応じた。2006年4月から2009年9月までバンベルク大学人文関係学部学部長に就いた。2006年2月、ブラジル ポルト・アレグレで開催された世界教会協議会第9回総会に、ベッドフォード＝ストロームは神学顧問として参加した。プレトリア、ステレンボッシュ、ポート・エリザベス、ニューヨーク、ヨハネスブルグにある諸大学で講演、客員教授を務める。2008年以降、バンベルク大学ディートリヒ・ボンヘッファー研究所所長、2007年以降、信条学研究所の研究顧問に就いた。2009年1月から2011年12月まで、彼は南アフリカにあるステレンボッシュ大学で組織神学と教会論を担当する嘱託教授を務めた。2009年1月以来、神学雑誌 Evangelische Theologie(Gütersloher Verlagshaus)の編集責任者になっている。2008年2月からベッドフォード＝ストロームはバイエルン福音ルター派教会総会招聘代議員であった。

### 監督職
2011年4月4日、ハインリヒ・ベッドフォード-ストロームはヨハネス・フリードリヒの後任としてバイエルン福音ルター派教会の新監督に選出された 。2011年10月30日に監督職に就いている 。ハインリヒ・ベッドフォード＝ストロームは精神療法医デボラ・ベッドフォードと結婚しており、3人の息子がいる。

## 著書

### 単著
- Vorrang für die Armen. Auf dem Weg zu einer theologischen Theorie der Gerechtigkeit, Gütersloh 1993, ISBN 3579020102 (Dissertationsschrift)
- Gemeinschaft aus kommunikativer Freiheit. Sozialer Zusammenhalt in der modernen Gesellschaft. Ein theologischer Beitrag, Gütersloh 1999 (Habilitationsschrift)
- Schöpfung (Ökumenische Studienhefte 12), Göttingen 2001

### 共編・編著
- Religion Unterrichten. Aktuelle Standortbestimmung im Schnittfeld zwischen Kirche und Gesellschaft, Neukirchen-Vluyn 2003
- Und das Leben der zukünftigen Welt. Von Auferstehung und Jüngstem Gericht, Neukirchen-Vluyn 2007
- Reihe Öffentliche Theologie (zusammen mit Wolfgang Huber), Evangelische Verlagsanstalt Leipzig 2009

### 事典項目
- Freiheit und Verbindlichkeit. Auf dem Wege zu einer ökumenischen Soziallehre, Herder Korrespondenz 58, 2004, 406-410

### 雑誌論文
- Freiheit Verantworten. Festschrift zum 60. Geburtstag von Wolfgang Huber, Gütersloh 2002 (als Mitherausgeber)
- Kontinuität und Umbruch im deutschen Wirtschafts- und Sozialmodell, Jahrbuch Sozialer Protestantismus 1, Gütersloh 2007 (als Mitherausgeber)
- Nach Gott im Leben fragen. Ökumenische Einführung in die Theologie, Gütersloh/Freiburg 2004 (als Mitautor)
- Ethische Schlüsselprobleme. Lebensweltlich – systematisch – didaktisch, hg. von R. Lachmann, G. Adam und W. Rothgangel, Göttingen 2006 (als Mitautor)